# 千葉佐那子
千葉佐那子（1838年（天保9年） - 1896年（明治29年）10月15日）是北辰一刀流祖師千葉周作的弟弟・千葉定吉的二女。擁有北辰一刀流小太刀免許皆傳身份。是長刀師父。学習院女子部舎監。漢字寫作「佐那子」。也被稱作「佐那」，在千葉家的牌位上則記為「佐奈」。另外最初的名字為「乙女」。

## 生涯

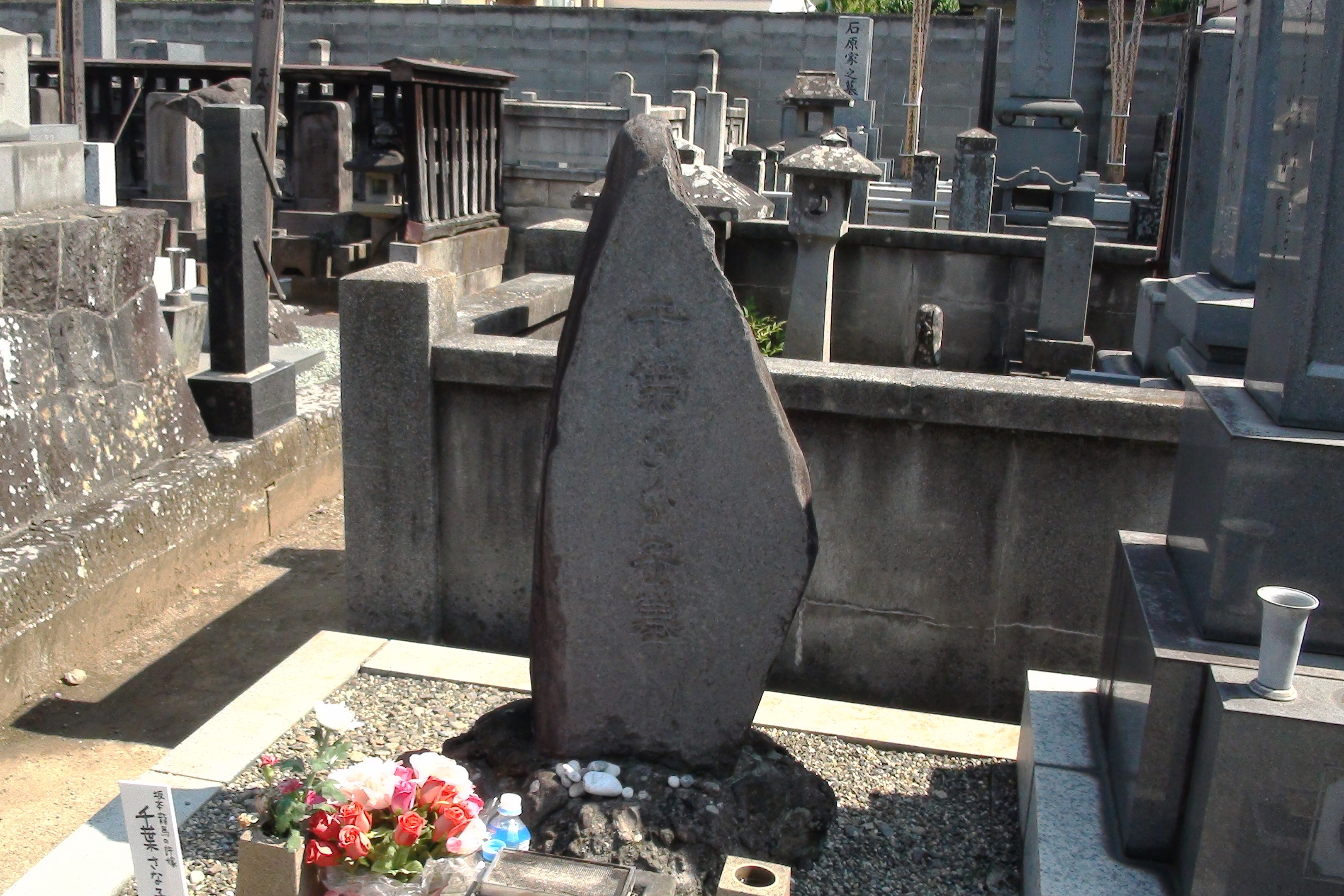
在甲府市 千葉佐那子的墳墓

小太刀刀法相當出色、早在十歲時就得到北辰一刀流皆傳的實力。以其美貌而為人所知，因此被叫作「千葉的鬼美女」和「小千葉美女」。16歳時，與前來北辰一刀流桶町千葉道場學習劍術的坂本龍馬相識，之後訂下婚約，還差點真的論及嫁娶。司馬遼太郎的小說《龍馬來了》當中敘述佐那在知道龍馬死後（龍馬於1867年遭暗殺），因為一直懷念他而終生未嫁。但在2010年所發現一份「毎日新聞」（1871年於横濱創刊，與日本現存的報紙「每日新聞」不同）在1903年8～11月連載的「千葉の名灸」記事中，卻發現佐那實際上在龍馬死去八年後的明治7年（1875），與前鳥取藩士山口菊次郎結婚，但十年後仳離，之後佐那才獨身終老。
《稿本藍山公記》（這本書被編了為宇和島藩的第8代藩主伊達宗城的記錄）說在1856年，19歲的佐那是伊達家公主的劍術教師，而她也和後來成的第9代藩主伊達宗德比試獲勝。宗城也說佐那是在伊達家的江戶兩院中最美麗的女人。
維新後在学習院女子部擔任舎監，並且以家傳針灸為業。死後，因為沒有親屬而葬入無名公墓上，小田切謙明哀憐這種情形，於是將她遷葬到小田切家的墓地，位於山梨縣甲府市朝日5丁目的日蓮宗妙清山清運寺。墓碑上刻著『坂本龍馬室』的字樣。
千葉家的女兒和龍馬相戀的故事，最初見於坂崎紫瀾的《汗血千里駒》（最初和龍馬有關的傳記小説）一書中。龍馬和佐那的關係，在坂本家也受到某種程度的認可。加上龍馬之妻楢崎龍對於千葉佐那的評價相當惡劣，可見龍馬和佐那的關係相當深。同時龍馬在家書的記述中，也充滿他對佐那的好意，因此確實能看出龍馬對於佐那相當有好感。
根據司馬遼太郎的作品，千葉佐那向坂本龍馬告白時、坂本龍馬將自己紋有家徽和服的一隻袖子撕破，並把它作為紀念送給佐那。關於千葉佐那拿來當作紀念的袖子也有各種説法，有龍馬把它當作婚約的證明而交給千葉家的說法，實際上應該是千葉家準備好這件紋有家徽的和服交給龍馬，另外也有佐那持有此物以紀念龍馬之說。

## 相關新聞
2010年3月30日，日本的每日新聞提到自從龍馬傳裡由貫地谷詩穗梨演出的千葉佐那播出後，前往清運寺參拜千葉佐那墓碑的遊客數明顯增加，2009年整年只有200人，但在2010年的1~2月就有400人，而且從高中生到年長者都有。

## 和千葉佐那子有關的創作
- 『汗血千里駒』坂崎紫瀾
- 『龍馬來了』司馬遼太郎

- 漫畫

- 『お〜い!竜馬』作：武田鐵矢、画：小山由
- 『花影』（裡中滿智子、講談社、1975年）
- 『陸奧圓明流外傳 修羅之刻 風雲幕末編』（川原正敏、講談社）
- 『HAPPY MAN 爆裂怒濤の桂小五郎』石渡治（页面存档备份，存于） (1991~1993年週刊漫画アクション連載 双葉社）

- 電視劇

- 『龍馬來了』
  - NHK大河劇（1968年、NHK、劇本：水木洋子 千葉佐那：若柳菊）
  - 12時間超電視劇（1982年、東京電視台、劇本：澤島正繼 千葉佐那子：美雪花代）
  - TBS大型時代劇スペシャル（1997年、TBS、劇本：長阪秀佳 千葉佐那子：松隆子）
  - 新春ワイド時代劇（2004年、東京電視台、劇本：長阪秀佳 千葉佐那子：前田愛）

- 『坂本龙马』（1989年、TBS、劇本：中島貞夫 千葉佐那子：野村真美）
- 『龍馬におまかせ!』（1996年、日本電視台、劇本：三谷幸喜 千葉佐那：緒川たまき）
- 『龍馬傳』（2010年、NHK大河劇 劇本：福田靖 千葉佐那：貫地谷栞）

## 外部連結
- 日本國立國會圖書館 現代數字圖書館「汗血千里駒」坂崎紫瀾（日文）
- 清運寺官網 千葉佐那（页面存档备份，存于）
- 千葉佐那子（页面存档备份，存于）